# بند کلاته هیزمی
بند کلاته هیزمی در شهرستان شاهرود، بخش بیارجمند، دهستان خوارتوران، ۲۰۰ متری جنوب روستای کلاته هیزمی واقع شده و این اثر در تاریخ ۷ خرداد ۱۳۸۷ با شمارهٔ ثبت ۲۲۹۴۱ به‌عنوان یکی از آثار ملی ایران به ثبت رسیده است.